# Oskar Mustelin
Elis Oskar Mustelin, född 16 november 1888 i Åbo, död där 10 december 1953, var en finländsk läkare. Han var far till Nils Mustelin.
Mustelin blev medicine licentiat 1916. Han bedrev från 1922 privatpraktik i hemstaden, blev 1933 överläkare vid Åbo länssjukhus och 1938 chef för dess medicinska avdelning.
Mustelin förde bland annat inom Samfundet Folkhälsan en metodisk kamp mot tuberkulosen i den åboländska skärgården. Han gjorde en betydande insats som ordförande i Stiftelsens för Åbo Akademi delegation från 1936.